# Laguna de Tabacal

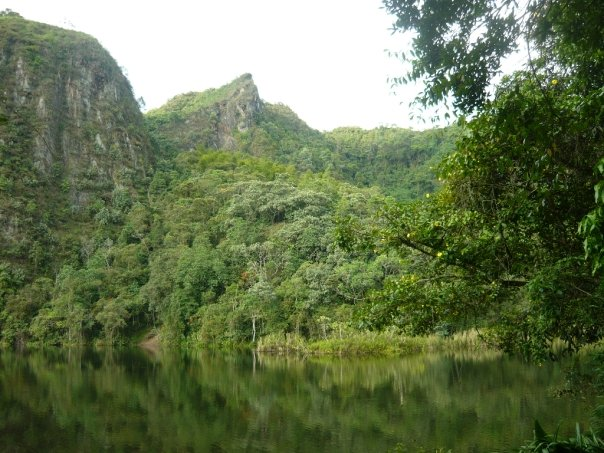
Cerros cercanos a la laguna.

La Laguna El Tabacal es una laguna ubicada a 10 km del casco urbano del municipio de La Vega, Cundinamarca, Colombia a 1250 metros sobre el nivel del mar y a una temperatura de 23 grados. Es una hermosa laguna cuyos principales atractivos son: una isla flotante, su extraordinaria vegetación y las diversas leyendas en torno a la misma. Antiguamente la isla se movía de acuerdo a la hora del día.

## Historia
Antiguamente la zona de la laguna la habitaban los Panches, fueron ellos los que bautizaron la laguna con el nombre de Laguna El Tabacal por los amplios cultivos de Tabaco que la rodeaban, para nombrarla hicieron una ceremonia con 400 arrobas de sal que lanzaron desde un cerro. En el pasado la isla ubicada allí se movía de acuerdo a la hora, pero ya no lo hace debido a la sobre población de helechos que hay en ella.

## Fauna y flora
La laguna y sus alrededores están habitadas por mojarras, tortugas, morrocoyes, entre otros y a nivel vegetal por lotos, Balares, licones, buganbiles, cauchos, guaduas y ceibas.

## Leyendas
Una de las leyendas cuenta que para celebrar el cumpleaños del cacique, su tribu cavó un gran hoyo que llenaron de agua proveniente del río Tabacal, ellos recogieron el agua en tiempos fríos y cálidos, por esta razón se dice que la laguna el Tabacal posee corrientes de diferentes temperaturas.
Otra de las leyendas acerca de la laguna cuenta que el Cacique arrojaba a la laguna ofrendas de oro y a sus enemigos para que fueran arrastrados por todos los espíritus de los Caciques pasados.
Otra Leyenda habla del origen de la planta de loto de la laguna, se dice que el cacique hacía bailar a sus esposas en la laguna para purificarlas, pero una de ellas murió formando la planta de loto que representa la belleza de la mujer.

## Enlace
- Página oficial del municipio de La Vega.

- Datos: Q5969248